# Provincia de Yala
Yala (en tailandés: จังหวัดยะลา) es una de las setenta y seis provincias que conforman la organización territorial del Reino de Tailandia.

## Historia
Históricamente la provincia de Pattani, fue el centro del Sultanato de Pattani (semiindependiente), pero pagaba tributos a los reinos tailandeses de Sukhothai y Ayutthaya. Después Ayutthaya cayó a los birmanos en 1767, el Sultanato de Pattani obtuvo la independencia completa, pero bajo el rey Rama (reinó 1782-1809) volvió a estar bajo el control de Siam.
En 1909, fue anexado por Siam, como parte del Tratado Anglo-Siamés de 1909, negociado con el Imperio británico. Junto a Narathiwat, Yala fue originalmente parte de la provincia de Pattani, pero se separó y se convirtió en una provincia. Hay un movimiento separatista en Yala, que después de estar silenciado durante muchos años, estalló de nuevo en 2004. Se aconseja no viajar a esta provincia por los peligros que implica este conflicto separatista.

## Geografía
La provincia de Yala se encuentra localizada en la región del sur del Reino de Tailandia. Comparte fronteras con Malasia.

## Divisiones Administrativas

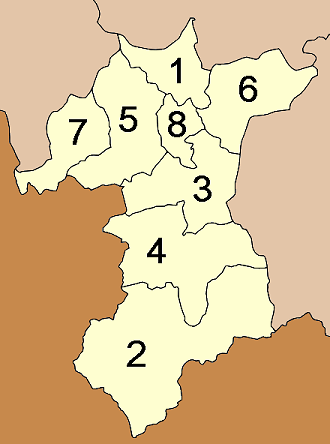
Distritos de la provincia.

Esta provincia tailandesa se encuentra subdividida en una cantidad de distritos (amphoe) que aparecen numerados a continuación:
- 1. Mueang Yala
- 2. Betong
- 3. Bannang Sata
- 4. Than To
- 5. Yaha
- 6. Raman
- 7. Kabang
- 8. Krong Pinang

## Demografía
La provincia abarca una extensión de territorio que ocupa una superficie de unos 4.521,10 kilómetros cuadrados, y posee una población de 415.537 personas (según las cifras del censo realizado en el año 2000). Si se consideran los datos anteriores se puede deducir que la densidad poblacional de esta división administrativa es de noventa y dos habitantes por kilómetro cuadrado aproximadamente.